# Sōji-ji
Sōji-ji (總持寺?, sōji-ji) è uno dei due daihonzan (大本山, "templi principali") della scuola Sōtō del Buddhismo Zen. L'altro è il tempio Eihei-ji nella prefettura di Fukui. Il tempio fu fondato nel 740 come tempio buddista Shingon. Keizan, più tardi conosciuto come il grande patriarca Sōtō, Taiso Jōsai Daishi, fondò l'attuale tempio nel 1321, quando lo ribattezzò Sōji-ji con l'aiuto e il patrocinio dell'imperatore Go-Daigo. Il tempio ha circa dodici edifici a Tsurumi, parte della città portuale di Yokohama, uno dei quali progettato dall'architetto Itō Chūta.

## Storia

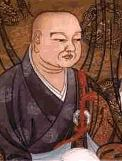
Keizan, il fondatore del tempio

Dandogli il nome Morooka-dera (諸岳寺) intorno al 740, Gyōki (668–749) fondò il tempio come tempio buddista Shingon a Noto, una penisola nell'Honshu, l'isola più grande del Giappone. A quel tempo, il tempio era una piccola cappella all'interno del recinto di un più grande santuario shintoista chiamato Morooka Hiko Jinja. Nel 1296, il tempio era cresciuto abbastanza da sostenere un sacerdote a tempo pieno e vi fu assegnato un maestro di nome Jōken.
Il Santuario fu trasferito nel 1321 in una nuova tenuta. Jōken affidò l'ex tempio a Keizan, che poi cambiò il tempio da Shingon in un tempio Sōtō chiamato Shogakuzan Sōji-ji (ji significa tempio buddista in giapponese). Il primo abate ufficiale, Gasan, fu insediato mesi dopo. Tuttavia, la divinità buddista originale custodita, Kannon Bodhisattva, era ancora custodita nel tempio e per un certo periodo venivano ancora eseguiti rituali esoterici per i patroni del tempio. Poiché Keizan aveva originariamente fondato un altro tempio, Yōkōji, esisteva una complicata rivalità tra i due templi, che portò a un conflitto aperto durante il periodo Tokugawa, con Sōji-ji che gradualmente sostituì Yōkōji come tempio principale di Keizan e il lignaggio di Gikai. Questa ascensione di Sōji-ji avvenne in parte a causa dei suoi sforzi per inviare monaci nelle campagne, e nel corso delle generazioni questi monaci convertirono spesso piccole cappelle di villaggio (nominalmente Tendai o Shingon) in templi a tempo pieno, che ha aiutato la rete di Sōji-ji a crescere.
Il tempio fu completamente distrutto da un incendio nel 1898. Fu ricostruito in un periodo di diversi anni e, per portare più Sōtō Zen nel Giappone orientale, fu riaperto nel 1911 nella sua attuale posizione a Tsurumi, Yokohama. Sōji-ji-soin (il tempio del "padre") fu costruito sul sito originale di Noto per i monaci in addestramento. Ha subito ingenti danni nel terremoto nel Noto del 2007.

## Complesso del tempio
Il nucleo del tempio è costituito da sette strutture che formano il cosiddetto Shichidō garan. Il sanmon, costruito nel 1969, è, secondo l'opuscolo del tempio, la più grande struttura del genere in Giappone. Itō Chūta (1867–1954) progettò il Daiso-dō o Hattō, che onora Keizan e altri fondatori, e il Senbutsujo, la sala utilizzata come principale centro di addestramento dei monaci e per ordinare i monaci. Il Butsuden custodisce una statua di Gautama Buddha. Lo Shōkurō contiene il bonshō (梵鐘?) (grandi campane che si trovano nei templi buddisti), il tamburo, il gong, o umpan delle nuvole, e il tamburo di legno (moppan), usati per segnalare la routine quotidiana dei monaci. L'Hōkō-dō è usato per i riti commemorativi degli antenati dei laici, per i quali i monaci svolgono servizi.